# René Goulet
Robert Bédard (né le 12 juillet 1932 à Québec et mort le 25 mai 2019) est un lutteur professionnel canadien connu sous le nom de ring, le «Number One Frenchman» René Goulet.

## Jeunesse
Bédard joue au hockey sur glace au poste de défenseur. Il participe à plusieurs camps d'entraînement d'équipes de la Junior A de la ligue de Hockey mais n'est jamais conservé.

## Carrière de lutteur

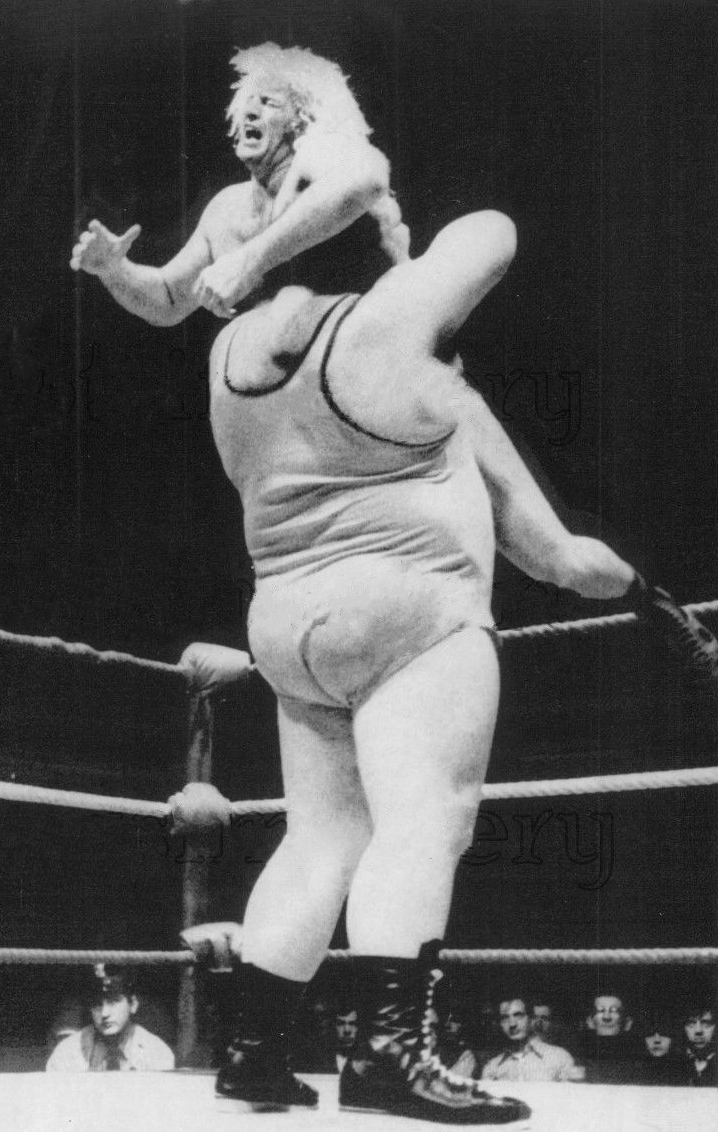
Chris Taylor contre René Goulet, 1973.

Robert Bédard commence sa carrière dans la Ville de Québec en 1956, avec son premier match contre Gérard Dugas.
Il passe la première partie de sa carrière à voyager dans les territoires de la National Wrestling Alliance, mais la majorité de ses matchs ont lieu dans la AWA. Dans les années 1970 et 1980, il catche dans la World Wrestling Federation. Il y remporte le WWE Tag Team Championship avec Karl Gotch en décembre 1971. Plus tard, Goulet devient un jobber à la WWF.
Robert Bédard est connu pour sa fiabilité. Par conséquent, il a est souvent choisi pour des matchs avec des recrues, car il peut mener le match. Parmi les lutteurs qui ont affronté Bédard lors de leur premier match, ou lors de l'un de leurs premiers matchs, on trouve Ric Flair, Chris Taylor, le Iron Sheik, Jim Brunzell, Greg Gagne, et Ken Patera. Au Japon, en 1981, il fait équipe avec André le Géant. Dans la AWA, au début des années 1980, il est connu sous le nom de "Sgt. Jacques Goulet" et utilise une griffe qu'il appelait "Le Scorpion".